# أزمة مايو
أزمة مايو كانت فترة قصيرة من التوتر الدولي في عام 1938 بسبب تقارير عن تحركات القوات الألمانية ضد تشيكوسلوفاكيا والتي بدا أنها تشير إلى اندلاع وشيك للحرب في أوروبا. على الرغم من أن حالة القلق الشديد سرعان ما تراجعت عندما لم يتم الكشف عن تركزات عسكرية فعلية، إلا أن عواقب الأزمة كانت بعيدة المدى.

## ذعر الحرب

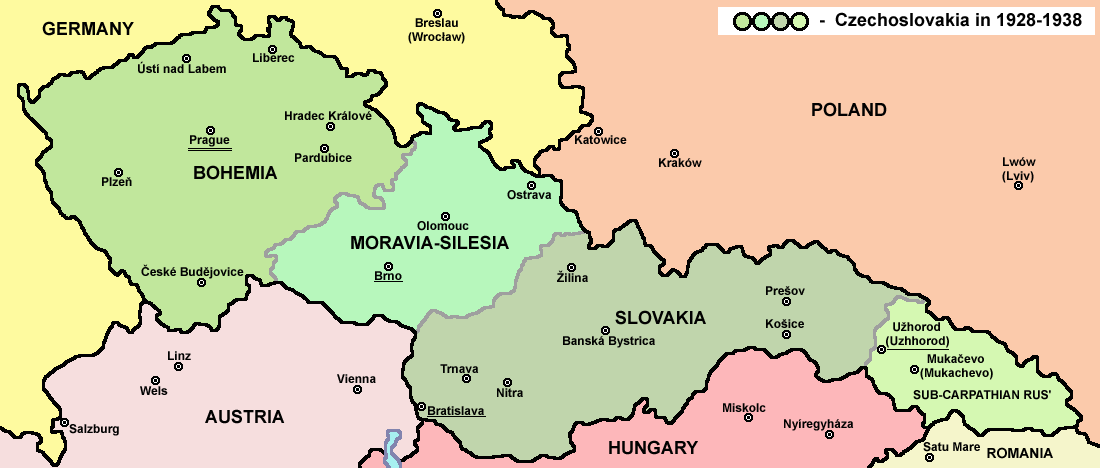
تشيكوسلوفاكيا، 1918-1938 (في مارس 1938، ضمت ألمانيا النمسا)

مع التوتر الدولي المرتفع بالفعل في أوروبا الوسطى بعد ضم ألمانيا للنمسا في مارس 1938 والاضطرابات المستمرة في المناطق الحدودية الناطقة بالألمانية لتشيكوسلوفاكيا، السوديت، أدت التقارير عن تركيزات عسكرية كبيرة في المناطق القريبة من تشيكوسلوفاكيا في 19 مايو 1938 لزيادة المخاوف من هجوم ألماني وشيك. رداً على التقارير، الناشئة بشكل رئيسي من مصادر استخبارات تشيكوسلوفاكية، حشدت تشيكوسلوفاكيا عددًا من جنود الاحتياط العسكريين في 20 مايو وعززت دفاعاتها الحدودية. حذرت حكومتا فرنسا (الحليف الرئيسي لتشيكوسلوفاكيا) وبريطانيا، بعد انزعاجهما من تطور الوضع، ألمانيا بأنها ستأتي لمساعدة تشيكوسلوفاكيا في حالة وقوع هجوم. نفت الحكومة الألمانية حدوث تحركات عسكرية، وفي غياب أي دليل حقيقي على نشاط عسكري، فقد مرت أجواء الأزمة الحادة بحلول 23 مايو.

## ما بعد الحادثة
كان ظهور العمل الدبلوماسي الفرنسي والبريطاني الحاسم في برلين مخالفًا لسياستهم العامة المتمثلة في الاسترضاء تجاه ألمانيا، لكنه في النهاية عمل فقط على تعزيز هذه السياسة. في أعقاب الأزمة، كثفت فرنسا وبريطانيا على وجه الخصوص، خوفًا من الحرب مع ألمانيا، ضغوطها على السلطات التشيكوسلوفاكية للحصول على تنازلات لحزب سودتين الألماني، والذي شجع، بموجب تعليمات من ألمانيا النازية، الاضطرابات في السوديت.
في ألمانيا، يُنظر إليها على أنها تراجعت ردًا على الإجراءات الدفاعية التشيكوسلوفاكية، كما أن الدبلوماسية الفرنسية والبريطانية عملت فقط على تعزيز العداء تجاه تشيكوسلوفاكيا. في غضون أيام، قام الزعيم الألماني، أدولف هتلر، بمراجعة التوجيه الخاص بفال غرون، وهي خطة غزو تشيكوسلوفاكيا. كان من المقرر تنفيذ التوجيه الجديد، الصادر في 30 مايو 1938، قبل بداية أكتوبر 1938 ونص على ما يلي: «إن قراري الثابت هو سحق تشيكوسلوفاكيا بالعمل العسكري في المستقبل القريب».
لم تدم أزمة مايو عام 1938 إلا أنها كانت حلقة مهمة. على الرغم من عدم ظهور أي دليل على إجراء أي استعدادات عسكرية ألمانية عدوانية في ذلك الوقت، إلا أن نتيجة الأزمة كانت خطوة مهمة على طريق معاهدة ميونخ وتدمير تشيكوسلوفاكيا. ومن المثير للاهتمام، أن هوية مصدر المعلومات المضللة المتعلقة بتجمعات القوات الألمانية التي تم توفيرها لجهاز المخابرات التشيكوسلوفاكية والدافع الدقيق وراء ذلك كلاهما لا يزال غير مؤكد.
أشار هتلر إلى أزمة مايو في خطاب الرايخستاغ الذي ألقاه في 30 يناير 1939 بالقول إنه كان ليقوم بغزو عسكري إذا لم تسلم تشيكوسلوفاكيا إقليم السوديت بحلول 2 أكتوبر. في إشارة إلى «ضربة خطيرة لهيبة الرايخ» و«استفزاز لا يطاق»، ادعى هتلر أن السوديت قد تم تأمينها من خلال التصميم الألماني والاستعداد للنتيجة بالقوة بدلاً من الدبلوماسية.